# 自說經
《自說經》，又譯為《即興自說》、《優陀那》，佛教典籍，《巴利三藏·小部》的第三部，该经是释迦牟尼從菩提樹下悟道至娑羅雙樹林入涅，其一生遊行教化中因感興而發之偈頌，並配有長行散文說明起興發偈之因由；著名的盲人摸象典故就出於《自說經》。
《律藏》的大品、小品，《經藏》的《大般涅槃經》，及其他佛傳文獻之中，有與《自說經》一致的經文。

## 名稱
經題的巴利語作udāna，「經」字為譯者所加，如《法句經》經題亦只有dharmapada或dhammapada，依習慣而添加「經」字。
自說（羅馬化：ched du brjod pa）爲九分教（或作十二分教）之一，又譯無問自說、感興語，音譯作憂陀那、優陀那、憂檀那、優檀那、嫗陀那、鄔拕南、鄔馱南等，意為無人請問，佛陀自發說法。按《大毘婆沙論》卷126的解釋，佛陀看到值得讚賞或感慨的事，不待弟子請問，而自發說法。
根據《大智度論》卷33，優陀那的經相有三種：
- 《雜阿含》中，佛陀於蔽蔭處經行，自說優陀那，讚歎無我、無我所，如是此類[8]。
- 《般若經》中，諸天子讚歎須菩提所說般若波羅蜜深法，如是此類[9]。
- 佛陀涅槃後，諸弟子抄集要偈，諸無常偈等作無常品，乃至婆羅門偈等作婆羅門品，即《自說品》，漢譯本翻作《出曜經》、《法集要頌經》或《法句經》。

udāna本是氣息、風的意思。古代印度人認為人要說話時，口中有風，名為憂陀那。此風還入至臍，觸臍而有聲響，響出時觸「頂及齗齒脣舌咽胸」七處而退，名為語言。因此，udāna又指因感興而自然發出的聲音，在佛教中更指佛陀感興而說出的話語（多為偈頌）。

## 譯本
漢譯本：
- 黃謹良譯，《自說經》（泰國版）
- 鄧殿臣譯，《即興自說》（僧伽羅版）
- 吳老擇譯（悟醒為筆名），《自說經》，見元亨寺的漢譯南傳大藏經
- 陳琦燕譯，《自說經》（僧伽羅版），見志蓮淨苑文化部的巴利文翻譯組學報第三期至第十期
- 莊春江譯，《優陀那》

英譯本：
- Thanissaro譯，《Udana: Exclamations》[12]
- John D. Ireland譯，《Udana and the Itivuttaka》[13]
- Sujato譯，《Heartfelt Sayings》，見SuttaCentral的Minor Discourses

## 結構
全經共有八品，每品有十篇經，共八十篇經。
1. 菩提品 Bodhi Vagga
2. 目真鄰陀品 Mucalinda Vagga
3. 難陀品 Nanda Vagga
4. 彌醯品 Meghiya Vagga
5. 首那長老品 Soṇa Vagga
6. 生盲品 Jaccandha Vagga
7. 小品 Cula Vagga
8. 波吒離村品 Pataligamiya Vagga

## 與其他聖典的關係
德國學者Oskar von Hinüber認為《自說經》是屬於早期九分教的一部份，因此《自說經》雖屬晚期成書的《小部》，但其內容貼近佛陀在世的時代。他亦指出《自說經》部份的文句，可在奧義書及耆那教經典中見到。